# Liste des planètes mineures non numérotées découvertes en février 2015
Pour un article plus général, voir Liste des planètes mineures non numérotées découvertes en 2015.
Pour un article plus général, voir Liste des planètes mineures.
Cet article dresse la liste des planètes mineures (astéroïdes, centaures, objets transneptuniens et assimilés) non numérotées découvertes en février 2015 dans l'ordre de leur découverte.
Au 15 janvier 2025, 661 077 des 1 434 993 planètes mineures répertoriées par le Centre des planètes mineures ne sont pas encore numérotées, soit 46,07 %.

## Rappel concernant la désignation provisoire
La désignation provisoire indique l'ordre de découverte de ces objets. En effet, cette désignation est composée de l'année de découverte (par exemple 2015) suivie de la quinzaine (demi-mois) de découverte (p.e. A = 1-15 janvier) puis de l'ordre de découverte dans cette quinzaine. Cet ordre est indiqué par une lettre et éventuellement un chiffre comme suit : A pour la première découverte, B pour la deuxième, ..., Z pour la 25e (le I n'est pas utilisé pour éviter la confusion avec 1), A1 pour la 26e, B1 pour la 27e, etc. , Z1 pour la 50e, A2 pour la 51e, B2 pour la 52e, etc. L'ordre de la numérotation ne suit donc pas l'ordre alphanumérique. 2015 AA1 suit ainsi 2015 AZ et précède 2015 AB1.

## Liste

### Du1erau 15 février 2015
- 2015 CB
- 2015 CF
- 2015 CG
- 2015 CL
- 2015 CM
- 2015 CN
- 2015 CO
- 2015 CP
- 2015 CQ
- 2015 CR
- 2015 CS
- 2015 CV
- 2015 CW
- 2015 CZ
- 2015 CA1
- 2015 CB1
- 2015 CC1
- 2015 CD1
- 2015 CE1
- 2015 CG1
- 2015 CH1
- 2015 CQ2
- 2015 CZ2
- 2015 CK3
- 2015 CL3
- 2015 CN3
- 2015 CO3
- 2015 CP3
- 2015 CU3
- 2015 CY3
- 2015 CB4
- 2015 CF4
- 2015 CK4
- 2015 CE5
- 2015 CG5
- 2015 CG6
- 2015 CQ6
- 2015 CT6
- 2015 CX6
- 2015 CP7
- 2015 CR7
- 2015 CE8
- 2015 CH8
- 2015 CK8
- 2015 CM8
- 2015 CR8
- 2015 CX8
- 2015 CD9
- 2015 CL9
- 2015 CN9
- 2015 CO9
- 2015 CQ9
- 2015 CR9
- 2015 CS9
- 2015 CA10
- 2015 CG10
- 2015 CU10
- 2015 CV10
- 2015 CX10
- 2015 CJ11
- 2015 CN11
- 2015 CW11
- 2015 CB12
- 2015 CL12
- 2015 CM12
- 2015 CQ12
- 2015 CV12
- 2015 CW12
- 2015 CX12
- 2015 CY12
- 2015 CZ12
- 2015 CC13
- 2015 CE13
- 2015 CG13
- 2015 CH13
- 2015 CJ13
- 2015 CK13
- 2015 CL13
- 2015 CM13
- 2015 CN13
- 2015 CO13
- 2015 CP13
- 2015 CQ13
- 2015 CR13
- 2015 CS13
- 2015 CT13
- 2015 CU13
- 2015 CV13
- 2015 CW13
- 2015 CX13
- 2015 CY13
- 2015 CZ13
- 2015 CA14
- 2015 CC14
- 2015 CH14
- 2015 CJ14
- 2015 CM14
- 2015 CO14
- 2015 CQ14
- 2015 CR14
- 2015 CV14
- 2015 CF15
- 2015 CR15
- 2015 CW15
- 2015 CX15
- 2015 CY15
- 2015 CE16
- 2015 CN16
- 2015 CO16
- 2015 CR16
- 2015 CT16
- 2015 CD17
- 2015 CA18
- 2015 CH18
- 2015 CK18
- 2015 CB19
- 2015 CC19
- 2015 CN19
- 2015 CC20
- 2015 CL20
- 2015 CP20
- 2015 CU20
- 2015 CX20
- 2015 CH21
- 2015 CJ21
- 2015 CK21
- 2015 CQ21
- 2015 CT21
- 2015 CU21
- 2015 CC22
- 2015 CD22
- 2015 CG22
- 2015 CH22
- 2015 CK22
- 2015 CO22
- 2015 CG23
- 2015 CL23
- 2015 CV23
- 2015 CW23
- 2015 CA24
- 2015 CQ24
- 2015 CT24
- 2015 CU24
- 2015 CW24
- 2015 CF25
- 2015 CJ25
- 2015 CU25
- 2015 CG26
- 2015 CH26
- 2015 CL26
- 2015 CM26
- 2015 CT26
- 2015 CU26
- 2015 CW26
- 2015 CX26
- 2015 CC27
- 2015 CE27
- 2015 CG27
- 2015 CH27
- 2015 CM27
- 2015 CN27
- 2015 CQ27
- 2015 CS27
- 2015 CW27
- 2015 CZ27
- 2015 CA28
- 2015 CF28
- 2015 CK28
- 2015 CY28
- 2015 CZ28
- 2015 CC29
- 2015 CE29
- 2015 CM29
- 2015 CO29
- 2015 CW29
- 2015 CL30
- 2015 CV30
- 2015 CW30
- 2015 CC31
- 2015 CE31
- 2015 CM31
- 2015 CP31
- 2015 CS31
- 2015 CA32
- 2015 CE32
- 2015 CJ32
- 2015 CM32
- 2015 CR32
- 2015 CU32
- 2015 CL33
- 2015 CP33
- 2015 CR33
- 2015 CS33
- 2015 CD34
- 2015 CH34
- 2015 CU34
- 2015 CX34
- 2015 CB35
- 2015 CG35
- 2015 CH35
- 2015 CJ35
- 2015 CS35
- 2015 CY35
- 2015 CB36
- 2015 CD36
- 2015 CL36
- 2015 CA37
- 2015 CK37
- 2015 CL37
- 2015 CQ37
- 2015 CV37
- 2015 CA38
- 2015 CF38
- 2015 CJ38
- 2015 CR38
- 2015 CT38
- 2015 CW38
- 2015 CX38
- 2015 CZ38
- 2015 CA39
- 2015 CG39
- 2015 CO39
- 2015 CR39
- 2015 CZ39
- 2015 CA40
- 2015 CK40
- 2015 CL40
- 2015 CS40
- 2015 CW40
- 2015 CM41
- 2015 CQ41
- 2015 CV41
- 2015 CL42
- 2015 CQ42
- 2015 CU42
- 2015 CJ43
- 2015 CC44
- 2015 CT44
- 2015 CC45
- 2015 CH45
- 2015 CL45
- 2015 CZ45
- 2015 CC46
- 2015 CJ46
- 2015 CK46
- 2015 CV46
- 2015 CZ47
- 2015 CB48
- 2015 CH48
- 2015 CZ48
- 2015 CB49
- 2015 CJ49
- 2015 CU49
- 2015 CE50
- 2015 CF50
- 2015 CQ50
- 2015 CW50
- 2015 CH51
- 2015 CQ52
- 2015 CU52
- 2015 CS53
- 2015 CP54
- 2015 CU55
- 2015 CR56
- 2015 CW56
- 2015 CF57
- 2015 CX57
- 2015 CT58
- 2015 CU58
- 2015 CY58
- 2015 CA59
- 2015 CB59
- 2015 CN59
- 2015 CO59
- 2015 CT59
- 2015 CU59
- 2015 CZ59
- 2015 CA60
- 2015 CC60
- 2015 CG60
- 2015 CC61
- 2015 CD61
- 2015 CP62
- 2015 CS62
- 2015 CG63
- 2015 CS63
- 2015 CH64
- 2015 CJ64
- 2015 CL64
- 2015 CM64
- 2015 CU64
- 2015 CV64
- 2015 CW64
- 2015 CB65
- 2015 CE65
- 2015 CG65
- 2015 CN65
- 2015 CT65
- 2015 CC66
- 2015 CD66
- 2015 CF66
- 2015 CJ66
- 2015 CM66
- 2015 CN66
- 2015 CQ66
- 2015 CT66
- 2015 CC67
- 2015 CO67
- 2015 CQ68
- 2015 CR68
- 2015 CZ68
- 2015 CG69
- 2015 CK69
- 2015 CM69
- 2015 CO69
- 2015 CP69
- 2015 CY69
- 2015 CA70
- 2015 CF70
- 2015 CH70
- 2015 CU70
- 2015 CA71
- 2015 CD71
- 2015 CE71
- 2015 CG71
- 2015 CH71
- 2015 CJ71
- 2015 CK71
- 2015 CL71
- 2015 CM71
- 2015 CP71
- 2015 CQ71
- 2015 CS71
- 2015 CU71
- 2015 CV71
- 2015 CW71
- 2015 CX71
- 2015 CY71
- 2015 CZ71
- 2015 CA72
- 2015 CB72
- 2015 CG72
- 2015 CJ72
- 2015 CK72
- 2015 CL72
- 2015 CN72
- 2015 CO72
- 2015 CP72
- 2015 CQ72
- 2015 CV72
- 2015 CY72
- 2015 CF73
- 2015 CH73
- 2015 CJ73
- 2015 CN73
- 2015 CQ73
- 2015 CR73
- 2015 CT73
- 2015 CV73
- 2015 CW73
- 2015 CJ74
- 2015 CL74
- 2015 CM74
- 2015 CN74
- 2015 CO74
- 2015 CP74
- 2015 CR74
- 2015 CS74
- 2015 CT74
- 2015 CU74
- 2015 CV74
- 2015 CW74
- 2015 CX74
- 2015 CY74
- 2015 CZ74
- 2015 CA75
- 2015 CC75
- 2015 CF75
- 2015 CO75
- 2015 CP75
- 2015 CQ75
- 2015 CR75
- 2015 CU75
- 2015 CW75
- 2015 CY75
- 2015 CA76
- 2015 CC76
- 2015 CD76
- 2015 CE76
- 2015 CF76
- 2015 CH76
- 2015 CJ76
- 2015 CL76
- 2015 CN76
- 2015 CO76
- 2015 CP76
- 2015 CR76
- 2015 CT76
- 2015 CU76
- 2015 CV76
- 2015 CZ76
- 2015 CA77
- 2015 CC77
- 2015 CG77
- 2015 CH77
- 2015 CJ77
- 2015 CK77
- 2015 CL77
- 2015 CN77
- 2015 CO77
- 2015 CQ77
- 2015 CR77
- 2015 CU77
- 2015 CV77
- 2015 CY77
- 2015 CZ77
- 2015 CB78
- 2015 CC78
- 2015 CD78
- 2015 CE78
- 2015 CF78
- 2015 CG78
- 2015 CJ78
- 2015 CK78
- 2015 CL78
- 2015 CM78
- 2015 CO78
- 2015 CP78
- 2015 CS78
- 2015 CT78
- 2015 CW78
- 2015 CX78
- 2015 CY78
- 2015 CA79
- 2015 CC79
- 2015 CD79
- 2015 CE79
- 2015 CF79
- 2015 CU79
- 2015 CV79
- 2015 CW79
- 2015 CY79
- 2015 CZ79
- 2015 CB80
- 2015 CC80
- 2015 CD80
- 2015 CG80
- 2015 CJ80
- 2015 CK80
- 2015 CL80
- 2015 CM80
- 2015 CN80
- 2015 CO80
- 2015 CP80
- 2015 CQ80
- 2015 CR80
- 2015 CS80
- 2015 CV80
- 2015 CX80
- 2015 CY80
- 2015 CD81
- 2015 CE81
- 2015 CF81
- 2015 CG81
- 2015 CH81
- 2015 CJ81
- 2015 CK81
- 2015 CL81
- 2015 CM81
- 2015 CN81
- 2015 CO81
- 2015 CS81
- 2015 CT81
- 2015 CU81
- 2015 CV81
- 2015 CW81
- 2015 CY81
- 2015 CA82
- 2015 CD82
- 2015 CG82
- 2015 CH82
- 2015 CK82
- 2015 CL82
- 2015 CM82
- 2015 CN82
- 2015 CO82
- 2015 CP82
- 2015 CQ82
- 2015 CR82
- 2015 CS82
- 2015 CT82
- 2015 CU82
- 2015 CV82
- 2015 CW82
- 2015 CX82
- 2015 CY82
- 2015 CZ82
- 2015 CA83
- 2015 CB83
- 2015 CC83
- 2015 CD83
- 2015 CE83
- 2015 CF83
- 2015 CG83
- 2015 CH83
- 2015 CJ83
- 2015 CL83
- 2015 CM83
- 2015 CN83
- 2015 CP83
- 2015 CR83
- 2015 CS83
- 2015 CT83
- 2015 CU83
- 2015 CW83
- 2015 CX83
- 2015 CY83
- 2015 CZ83
- 2015 CA84
- 2015 CB84
- 2015 CC84
- 2015 CD84
- 2015 CE84
- 2015 CF84
- 2015 CG84
- 2015 CH84
- 2015 CJ84
- 2015 CK84
- 2015 CL84
- 2015 CN84
- 2015 CO84
- 2015 CP84
- 2015 CQ84
- 2015 CR84
- 2015 CT84
- 2015 CU84
- 2015 CV84
- 2015 CW84
- 2015 CX84
- 2015 CY84
- 2015 CZ84
- 2015 CA85
- 2015 CB85
- 2015 CC85
- 2015 CE85
- 2015 CF85
- 2015 CG85
- 2015 CH85
- 2015 CJ85
- 2015 CK85
- 2015 CL85
- 2015 CO85
- 2015 CP85
- 2015 CQ85
- 2015 CR85
- 2015 CS85
- 2015 CT85
- 2015 CU85
- 2015 CV85
- 2015 CW85
- 2015 CX85
- 2015 CY85
- 2015 CA86
- 2015 CB86
- 2015 CE86
- 2015 CF86
- 2015 CG86
- 2015 CJ86
- 2015 CK86
- 2015 CL86
- 2015 CM86
- 2015 CN86
- 2015 CO86
- 2015 CP86
- 2015 CQ86
- 2015 CR86
- 2015 CS86
- 2015 CT86
- 2015 CU86
- 2015 CV86
- 2015 CW86
- 2015 CX86
- 2015 CY86
- 2015 CZ86
- 2015 CA87
- 2015 CC87
- 2015 CD87
- 2015 CE87
- 2015 CF87
- 2015 CG87
- 2015 CJ87
- 2015 CK87
- 2015 CL87
- 2015 CM87
- 2015 CN87
- 2015 CO87
- 2015 CP87
- 2015 CQ87
- 2015 CR87
- 2015 CS87
- 2015 CT87
- 2015 CU87
- 2015 CV87
- 2015 CW87
- 2015 CX87
- 2015 CY87
- 2015 CZ87
- 2015 CA88
- 2015 CB88
- 2015 CC88
- 2015 CD88
- 2015 CE88
- 2015 CF88
- 2015 CG88
- 2015 CH88
- 2015 CJ88
- 2015 CK88
- 2015 CL88
- 2015 CN88
- 2015 CO88
- 2015 CP88
- 2015 CQ88
- 2015 CR88
- 2015 CS88
- 2015 CU88
- 2015 CW88
- 2015 CX88
- 2015 CY88
- 2015 CZ88
- 2015 CA89
- 2015 CB89
- 2015 CC89
- 2015 CD89
- 2015 CE89
- 2015 CF89
- 2015 CG89
- 2015 CH89
- 2015 CJ89
- 2015 CK89
- 2015 CL89
- 2015 CM89
- 2015 CN89
- 2015 CO89
- 2015 CP89
- 2015 CQ89
- 2015 CR89
- 2015 CS89
- 2015 CT89
- 2015 CU89

### Du 16 au 28 février 2015
- 2015 DB
- 2015 DC
- 2015 DF
- 2015 DN
- 2015 DO
- 2015 DQ
- 2015 DR
- 2015 DS
- 2015 DT
- 2015 DU
- 2015 DW
- 2015 DZ
- 2015 DB1
- 2015 DC1
- 2015 DD1
- 2015 DE1
- 2015 DK1
- 2015 DM1
- 2015 DN1
- 2015 DQ1
- 2015 DU1
- 2015 DC2
- 2015 DE2
- 2015 DF2
- 2015 DH2
- 2015 DN2
- 2015 DP2
- 2015 DE3
- 2015 DN3
- 2015 DP3
- 2015 DG4
- 2015 DJ4
- 2015 DL4
- 2015 DO4
- 2015 DQ4
- 2015 DS4
- 2015 DW4
- 2015 DZ4
- 2015 DD5
- 2015 DG5
- 2015 DJ5
- 2015 DM5
- 2015 DO5
- 2015 DU5
- 2015 DX5
- 2015 DA6
- 2015 DD6
- 2015 DF6
- 2015 DK6
- 2015 DM6
- 2015 DN6
- 2015 DP6
- 2015 DQ6
- 2015 DS6
- 2015 DB7
- 2015 DO7
- 2015 DP7
- 2015 DT7
- 2015 DZ7
- 2015 DA8
- 2015 DJ8
- 2015 DQ8
- 2015 DR8
- 2015 DS8
- 2015 DA9
- 2015 DO9
- 2015 DR9
- 2015 DS9
- 2015 DV9
- 2015 DX9
- 2015 DB10
- 2015 DC10
- 2015 DD10
- 2015 DM10
- 2015 DQ10
- 2015 DR10
- 2015 DV10
- 2015 DZ10
- 2015 DC11
- 2015 DE11
- 2015 DH11
- 2015 DR11
- 2015 DS11
- 2015 DU11
- 2015 DX11
- 2015 DZ11
- 2015 DB12
- 2015 DP12
- 2015 DQ12
- 2015 DR12
- 2015 DT12
- 2015 DY12
- 2015 DB13
- 2015 DD13
- 2015 DE13
- 2015 DF13
- 2015 DJ13
- 2015 DT13
- 2015 DW13
- 2015 DB14
- 2015 DD14
- 2015 DK14
- 2015 DQ14
- 2015 DY14
- 2015 DZ14
- 2015 DC15
- 2015 DD15
- 2015 DF15
- 2015 DG15
- 2015 DH15
- 2015 DN15
- 2015 DP15
- 2015 DR15
- 2015 DS15
- 2015 DW15
- 2015 DC16
- 2015 DD16
- 2015 DF16
- 2015 DK16
- 2015 DN16
- 2015 DP16
- 2015 DR16
- 2015 DS16
- 2015 DY16
- 2015 DE17
- 2015 DH17
- 2015 DL17
- 2015 DQ17
- 2015 DT17
- 2015 DV17
- 2015 DW17
- 2015 DE18
- 2015 DG18
- 2015 DR18
- 2015 DF19
- 2015 DH19
- 2015 DJ19
- 2015 DL19
- 2015 DW19
- 2015 DA20
- 2015 DD20
- 2015 DE20
- 2015 DH20
- 2015 DN20
- 2015 DP20
- 2015 DR20
- 2015 DV20
- 2015 DY20
- 2015 DF21
- 2015 DG21
- 2015 DH21
- 2015 DJ21
- 2015 DN21
- 2015 DQ21
- 2015 DT21
- 2015 DU21
- 2015 DX21
- 2015 DZ21
- 2015 DF22
- 2015 DK22
- 2015 DV22
- 2015 DW22
- 2015 DC23
- 2015 DE23
- 2015 DH23
- 2015 DQ23
- 2015 DR23
- 2015 DB24
- 2015 DH24
- 2015 DU24
- 2015 DY24
- 2015 DD25
- 2015 DE25
- 2015 DK25
- 2015 DO25
- 2015 DR25
- 2015 DS25
- 2015 DT25
- 2015 DU25
- 2015 DX25
- 2015 DZ25
- 2015 DG26
- 2015 DO26
- 2015 DX26
- 2015 DC27
- 2015 DE27
- 2015 DG27
- 2015 DH27
- 2015 DM27
- 2015 DO27
- 2015 DQ27
- 2015 DT27
- 2015 DU27
- 2015 DV27
- 2015 DW27
- 2015 DY27
- 2015 DC28
- 2015 DL28
- 2015 DO28
- 2015 DQ28
- 2015 DS28
- 2015 DU28
- 2015 DV28
- 2015 DA29
- 2015 DF29
- 2015 DP29
- 2015 DQ29
- 2015 DT29
- 2015 DY29
- 2015 DK30
- 2015 DR30
- 2015 DW30
- 2015 DK31
- 2015 DE32
- 2015 DG32
- 2015 DK32
- 2015 DE33
- 2015 DK33
- 2015 DP33
- 2015 DS33
- 2015 DU33
- 2015 DN34
- 2015 DO34
- 2015 DS34
- 2015 DT34
- 2015 DX34
- 2015 DA35
- 2015 DB35
- 2015 DC35
- 2015 DM35
- 2015 DQ35
- 2015 DR35
- 2015 DS35
- 2015 DU35
- 2015 DZ36
- 2015 DB37
- 2015 DK37
- 2015 DO37
- 2015 DP37
- 2015 DT37
- 2015 DZ37
- 2015 DH38
- 2015 DJ38
- 2015 DL38
- 2015 DN38
- 2015 DQ38
- 2015 DY38
- 2015 DZ38
- 2015 DA39
- 2015 DB39
- 2015 DG39
- 2015 DO39
- 2015 DQ39
- 2015 DU39
- 2015 DX39
- 2015 DZ39
- 2015 DE40
- 2015 DF40
- 2015 DG40
- 2015 DK40
- 2015 DQ40
- 2015 DX40
- 2015 DY40
- 2015 DA41
- 2015 DC41
- 2015 DG41
- 2015 DJ41
- 2015 DL41
- 2015 DM41
- 2015 DO41
- 2015 DR41
- 2015 DW41
- 2015 DZ41
- 2015 DG42
- 2015 DM42
- 2015 DP42
- 2015 DH43
- 2015 DN43
- 2015 DP43
- 2015 DT43
- 2015 DO44
- 2015 DP44
- 2015 DJ45
- 2015 DS45
- 2015 DT45
- 2015 DW45
- 2015 DY45
- 2015 DC46
- 2015 DF46
- 2015 DK46
- 2015 DL46
- 2015 DO46
- 2015 DS46
- 2015 DU46
- 2015 DV46
- 2015 DF47
- 2015 DG47
- 2015 DJ47
- 2015 DK47
- 2015 DP47
- 2015 DV47
- 2015 DY47
- 2015 DF48
- 2015 DJ48
- 2015 DQ48
- 2015 DT48
- 2015 DY48
- 2015 DZ48
- 2015 DA49
- 2015 DB49
- 2015 DC49
- 2015 DD49
- 2015 DJ49
- 2015 DS49
- 2015 DX49
- 2015 DY49
- 2015 DE50
- 2015 DF50
- 2015 DL50
- 2015 DM50
- 2015 DQ50
- 2015 DR50
- 2015 DS50
- 2015 DW50
- 2015 DB51
- 2015 DE51
- 2015 DH51
- 2015 DN51
- 2015 DR51
- 2015 DW51
- 2015 DD52
- 2015 DG52
- 2015 DL52
- 2015 DN52
- 2015 DV52
- 2015 DY52
- 2015 DN53
- 2015 DO53
- 2015 DP53
- 2015 DQ53
- 2015 DR53
- 2015 DS53
- 2015 DT53
- 2015 DW53
- 2015 DX53
- 2015 DY53
- 2015 DZ53
- 2015 DA54
- 2015 DC54
- 2015 DD54
- 2015 DE54
- 2015 DJ54
- 2015 DM54
- 2015 DR54
- 2015 DU54
- 2015 DV54
- 2015 DA55
- 2015 DD55
- 2015 DF55
- 2015 DG55
- 2015 DL55
- 2015 DM55
- 2015 DO55
- 2015 DP55
- 2015 DS55
- 2015 DV55
- 2015 DY55
- 2015 DB56
- 2015 DC56
- 2015 DK56
- 2015 DP56
- 2015 DQ56
- 2015 DS56
- 2015 DT56
- 2015 DU56
- 2015 DV56
- 2015 DX56
- 2015 DY56
- 2015 DB57
- 2015 DD57
- 2015 DJ57
- 2015 DM57
- 2015 DO57
- 2015 DP57
- 2015 DS57
- 2015 DV57
- 2015 DW57
- 2015 DC58
- 2015 DF58
- 2015 DH58
- 2015 DO58
- 2015 DA59
- 2015 DC59
- 2015 DL59
- 2015 DN59
- 2015 DP59
- 2015 DQ59
- 2015 DU59
- 2015 DV59
- 2015 DX59
- 2015 DY59
- 2015 DZ59
- 2015 DC60
- 2015 DL60
- 2015 DM60
- 2015 DO60
- 2015 DQ60
- 2015 DV60
- 2015 DY60
- 2015 DB61
- 2015 DE61
- 2015 DF61
- 2015 DG61
- 2015 DJ61
- 2015 DK61
- 2015 DL61
- 2015 DS61
- 2015 DV61
- 2015 DW61
- 2015 DB62
- 2015 DC62
- 2015 DD62
- 2015 DF62
- 2015 DR62
- 2015 DS62
- 2015 DY62
- 2015 DZ62
- 2015 DE63
- 2015 DG63
- 2015 DJ63
- 2015 DL63
- 2015 DO63
- 2015 DP63
- 2015 DU63
- 2015 DW63
- 2015 DG64
- 2015 DJ64
- 2015 DL64
- 2015 DO64
- 2015 DP64
- 2015 DQ64
- 2015 DS64
- 2015 DT64
- 2015 DY64
- 2015 DB65
- 2015 DF65
- 2015 DJ65
- 2015 DL65
- 2015 DO65
- 2015 DT65
- 2015 DU65
- 2015 DW65
- 2015 DX65
- 2015 DZ65
- 2015 DC66
- 2015 DD66
- 2015 DJ66
- 2015 DK66
- 2015 DO66
- 2015 DP66
- 2015 DQ66
- 2015 DR66
- 2015 DS66
- 2015 DT66
- 2015 DU66
- 2015 DV66
- 2015 DX66
- 2015 DY66
- 2015 DA67
- 2015 DD67
- 2015 DE67
- 2015 DF67
- 2015 DH67
- 2015 DL67
- 2015 DQ67
- 2015 DR67
- 2015 DU67
- 2015 DV67
- 2015 DW67
- 2015 DY67
- 2015 DA68
- 2015 DC68
- 2015 DF68
- 2015 DJ68
- 2015 DR68
- 2015 DB69
- 2015 DC69
- 2015 DD69
- 2015 DF69
- 2015 DH69
- 2015 DJ69
- 2015 DK69
- 2015 DL69
- 2015 DM69
- 2015 DO69
- 2015 DV69
- 2015 DB70
- 2015 DC70
- 2015 DD70
- 2015 DG70
- 2015 DK70
- 2015 DL70
- 2015 DM70
- 2015 DP70
- 2015 DQ70
- 2015 DT70
- 2015 DZ70
- 2015 DA71
- 2015 DC71
- 2015 DE71
- 2015 DF71
- 2015 DM71
- 2015 DP71
- 2015 DR71
- 2015 DS71
- 2015 DT71
- 2015 DV71
- 2015 DY71
- 2015 DZ71
- 2015 DA72
- 2015 DD72
- 2015 DK72
- 2015 DN72
- 2015 DY72
- 2015 DB73
- 2015 DF73
- 2015 DG73
- 2015 DO73
- 2015 DS73
- 2015 DU73
- 2015 DV73
- 2015 DB74
- 2015 DC74
- 2015 DF74
- 2015 DU74
- 2015 DX74
- 2015 DY74
- 2015 DN75
- 2015 DP75
- 2015 DW75
- 2015 DA76
- 2015 DD76
- 2015 DE76
- 2015 DF76
- 2015 DK76
- 2015 DM76
- 2015 DN76
- 2015 DP76
- 2015 DR76
- 2015 DS76
- 2015 DT76
- 2015 DW76
- 2015 DX76
- 2015 DZ76
- 2015 DB77
- 2015 DC77
- 2015 DK77
- 2015 DL77
- 2015 DM77
- 2015 DN77
- 2015 DP77
- 2015 DQ77
- 2015 DR77
- 2015 DS77
- 2015 DU77
- 2015 DF78
- 2015 DJ78
- 2015 DK78
- 2015 DP78
- 2015 DS78
- 2015 DV78
- 2015 DZ78
- 2015 DA79
- 2015 DB79
- 2015 DC79
- 2015 DF79
- 2015 DG79
- 2015 DM79
- 2015 DN79
- 2015 DO79
- 2015 DU79
- 2015 DX79
- 2015 DZ79
- 2015 DC80
- 2015 DD80
- 2015 DE80
- 2015 DJ80
- 2015 DL80
- 2015 DN80
- 2015 DO80
- 2015 DT80
- 2015 DU80
- 2015 DV80
- 2015 DG81
- 2015 DN81
- 2015 DT81
- 2015 DA82
- 2015 DK82
- 2015 DR82
- 2015 DS82
- 2015 DV82
- 2015 DZ82
- 2015 DB83
- 2015 DF83
- 2015 DG83
- 2015 DL83
- 2015 DU83
- 2015 DY83
- 2015 DA84
- 2015 DD84
- 2015 DE84
- 2015 DF84
- 2015 DG84
- 2015 DJ84
- 2015 DQ84
- 2015 DS84
- 2015 DU84
- 2015 DW84
- 2015 DY84
- 2015 DF85
- 2015 DP85
- 2015 DQ85
- 2015 DZ85
- 2015 DH86
- 2015 DK86
- 2015 DM86
- 2015 DN86
- 2015 DQ86
- 2015 DR86
- 2015 DS86
- 2015 DZ86
- 2015 DB87
- 2015 DC87
- 2015 DD87
- 2015 DJ87
- 2015 DM87
- 2015 DW87
- 2015 DX87
- 2015 DA88
- 2015 DD88
- 2015 DE88
- 2015 DK88
- 2015 DM88
- 2015 DO88
- 2015 DT88
- 2015 DX88
- 2015 DZ88
- 2015 DG89
- 2015 DJ89
- 2015 DK89
- 2015 DO89
- 2015 DP89
- 2015 DS89
- 2015 DT89
- 2015 DV89
- 2015 DW89
- 2015 DA90
- 2015 DF90
- 2015 DK90
- 2015 DL90
- 2015 DM90
- 2015 DN90
- 2015 DU90
- 2015 DW90
- 2015 DA91
- 2015 DC91
- 2015 DD91
- 2015 DG91
- 2015 DH91
- 2015 DO91
- 2015 DS91
- 2015 DY91
- 2015 DZ91
- 2015 DB92
- 2015 DE92
- 2015 DG92
- 2015 DH92
- 2015 DM92
- 2015 DO92
- 2015 DR92
- 2015 DS92
- 2015 DZ92
- 2015 DB93
- 2015 DC93
- 2015 DD93
- 2015 DG93
- 2015 DK93
- 2015 DO93
- 2015 DP93
- 2015 DS93
- 2015 DT93
- 2015 DV93
- 2015 DE94
- 2015 DG94
- 2015 DX94
- 2015 DA95
- 2015 DC95
- 2015 DH95
- 2015 DN95
- 2015 DQ95
- 2015 DS95
- 2015 DX95
- 2015 DH96
- 2015 DW96
- 2015 DX96
- 2015 DA97
- 2015 DH97
- 2015 DJ97
- 2015 DM97
- 2015 DW97
- 2015 DJ98
- 2015 DK98
- 2015 DL98
- 2015 DM98
- 2015 DG99
- 2015 DL99
- 2015 DO99
- 2015 DH100
- 2015 DL100
- 2015 DN100
- 2015 DX100
- 2015 DR101
- 2015 DK102
- 2015 DP102
- 2015 DT102
- 2015 DV102
- 2015 DA103
- 2015 DF103
- 2015 DN103
- 2015 DP103
- 2015 DR103
- 2015 DW103
- 2015 DD104
- 2015 DN104
- 2015 DO104
- 2015 DP104
- 2015 DS104
- 2015 DY104
- 2015 DA105
- 2015 DB105
- 2015 DC105
- 2015 DK105
- 2015 DT105
- 2015 DZ105
- 2015 DE106
- 2015 DG106
- 2015 DN106
- 2015 DO106
- 2015 DP106
- 2015 DU107
- 2015 DB108
- 2015 DC108
- 2015 DF108
- 2015 DN108
- 2015 DW108
- 2015 DY108
- 2015 DF109
- 2015 DJ109
- 2015 DL109
- 2015 DM109
- 2015 DQ109
- 2015 DU109
- 2015 DV109
- 2015 DW109
- 2015 DX109
- 2015 DD110
- 2015 DH110
- 2015 DK110
- 2015 DL110
- 2015 DR110
- 2015 DX110
- 2015 DB111
- 2015 DC111
- 2015 DE111
- 2015 DF111
- 2015 DL111
- 2015 DM111
- 2015 DN111
- 2015 DQ111
- 2015 DR111
- 2015 DU111
- 2015 DV111
- 2015 DH112
- 2015 DL112
- 2015 DL113
- 2015 DR113
- 2015 DS113
- 2015 DZ113
- 2015 DG114
- 2015 DK114
- 2015 DO114
- 2015 DU114
- 2015 DX114
- 2015 DA115
- 2015 DG115
- 2015 DJ115
- 2015 DR115
- 2015 DU115
- 2015 DY115
- 2015 DD116
- 2015 DE116
- 2015 DJ116
- 2015 DK116
- 2015 DL116
- 2015 DA117
- 2015 DD117
- 2015 DE117
- 2015 DJ117
- 2015 DM117
- 2015 DS117
- 2015 DT117
- 2015 DN118
- 2015 DP118
- 2015 DU118
- 2015 DW118
- 2015 DA119
- 2015 DC119
- 2015 DF119
- 2015 DK119
- 2015 DT119
- 2015 DX119
- 2015 DB120
- 2015 DC120
- 2015 DG120
- 2015 DX120
- 2015 DZ120
- 2015 DC121
- 2015 DM121
- 2015 DR121
- 2015 DT121
- 2015 DW121
- 2015 DD122
- 2015 DN122
- 2015 DO122
- 2015 DP123
- 2015 DZ123
- 2015 DA124
- 2015 DM124
- 2015 DN124
- 2015 DX124
- 2015 DC125
- 2015 DM125
- 2015 DU125
- 2015 DW125
- 2015 DP126
- 2015 DG127
- 2015 DN127
- 2015 DH128
- 2015 DK128
- 2015 DP128
- 2015 DQ128
- 2015 DZ128
- 2015 DA129
- 2015 DE129
- 2015 DQ129
- 2015 DR129
- 2015 DX129
- 2015 DZ129
- 2015 DM130
- 2015 DQ130
- 2015 DX130
- 2015 DC131
- 2015 DE131
- 2015 DV131
- 2015 DY131
- 2015 DZ131
- 2015 DJ132
- 2015 DV132
- 2015 DX132
- 2015 DP133
- 2015 DU133
- 2015 DB134
- 2015 DE134
- 2015 DH134
- 2015 DK134
- 2015 DN134
- 2015 DV134
- 2015 DY134
- 2015 DA135
- 2015 DD135
- 2015 DN135
- 2015 DQ135
- 2015 DS135
- 2015 DW135
- 2015 DE136
- 2015 DF136
- 2015 DG136
- 2015 DH136
- 2015 DK136
- 2015 DM136
- 2015 DP136
- 2015 DU136
- 2015 DY136
- 2015 DA137
- 2015 DC137
- 2015 DN137
- 2015 DR137
- 2015 DU137
- 2015 DN138
- 2015 DR138
- 2015 DY138
- 2015 DA139
- 2015 DE139
- 2015 DF139
- 2015 DG139
- 2015 DH139
- 2015 DL139
- 2015 DQ139
- 2015 DS139
- 2015 DT139
- 2015 DY139
- 2015 DZ139
- 2015 DE140
- 2015 DF140
- 2015 DG140
- 2015 DK140
- 2015 DL140
- 2015 DS140
- 2015 DF141
- 2015 DK141
- 2015 DT141
- 2015 DV141
- 2015 DD142
- 2015 DH142
- 2015 DR142
- 2015 DS142
- 2015 DA143
- 2015 DC143
- 2015 DM143
- 2015 DZ143
- 2015 DB144
- 2015 DE144
- 2015 DR144
- 2015 DT144
- 2015 DV144
- 2015 DY144
- 2015 DZ144
- 2015 DB145
- 2015 DP145
- 2015 DT145
- 2015 DZ145
- 2015 DA146
- 2015 DE146
- 2015 DP146
- 2015 DV146
- 2015 DW146
- 2015 DE147
- 2015 DG147
- 2015 DJ147
- 2015 DL147
- 2015 DN147
- 2015 DP147
- 2015 DS147
- 2015 DT147
- 2015 DA148
- 2015 DC148
- 2015 DG148
- 2015 DU148
- 2015 DV148
- 2015 DW148
- 2015 DA149
- 2015 DE149
- 2015 DH149
- 2015 DL149
- 2015 DM149
- 2015 DO149
- 2015 DR149
- 2015 DA150
- 2015 DH150
- 2015 DL150
- 2015 DO150
- 2015 DS150
- 2015 DX150
- 2015 DP152
- 2015 DT152
- 2015 DW152
- 2015 DX152
- 2015 DZ152
- 2015 DD153
- 2015 DE153
- 2015 DJ153
- 2015 DO153
- 2015 DV153
- 2015 DB154
- 2015 DQ154
- 2015 DU154
- 2015 DW154
- 2015 DZ154
- 2015 DA155
- 2015 DC155
- 2015 DD155
- 2015 DE155
- 2015 DH155
- 2015 DJ155
- 2015 DK155
- 2015 DL155
- 2015 DM155
- 2015 DN155
- 2015 DO155
- 2015 DP155
- 2015 DU155
- 2015 DZ155
- 2015 DA156
- 2015 DB156
- 2015 DF156
- 2015 DG156
- 2015 DJ156
- 2015 DN156
- 2015 DQ156
- 2015 DR156
- 2015 DS156
- 2015 DT156
- 2015 DE157
- 2015 DF157
- 2015 DP157
- 2015 DR157
- 2015 DU157
- 2015 DZ157
- 2015 DC158
- 2015 DK158
- 2015 DM158
- 2015 DN158
- 2015 DQ158
- 2015 DR158
- 2015 DS158
- 2015 DX158
- 2015 DY158
- 2015 DF159
- 2015 DK159
- 2015 DM159
- 2015 DQ159
- 2015 DV159
- 2015 DG160
- 2015 DR160
- 2015 DS160
- 2015 DT160
- 2015 DU160
- 2015 DX160
- 2015 DA161
- 2015 DB161
- 2015 DJ161
- 2015 DN161
- 2015 DT161
- 2015 DW161
- 2015 DB162
- 2015 DC162
- 2015 DF162
- 2015 DQ162
- 2015 DR162
- 2015 DY162
- 2015 DA163
- 2015 DC163
- 2015 DL163
- 2015 DO163
- 2015 DV163
- 2015 DA164
- 2015 DC164
- 2015 DH164
- 2015 DO164
- 2015 DD165
- 2015 DT165
- 2015 DZ165
- 2015 DA166
- 2015 DD166
- 2015 DL166
- 2015 DM166
- 2015 DY166
- 2015 DF167
- 2015 DO167
- 2015 DS167
- 2015 DY167
- 2015 DJ168
- 2015 DL168
- 2015 DO168
- 2015 DA169
- 2015 DB169
- 2015 DD169
- 2015 DE169
- 2015 DG169
- 2015 DJ169
- 2015 DK169
- 2015 DO169
- 2015 DP169
- 2015 DQ169
- 2015 DR169
- 2015 DS169
- 2015 DT169
- 2015 DW169
- 2015 DA170
- 2015 DH170
- 2015 DM170
- 2015 DN170
- 2015 DR170
- 2015 DU170
- 2015 DV170
- 2015 DC171
- 2015 DE171
- 2015 DG171
- 2015 DJ171
- 2015 DL171
- 2015 DM171
- 2015 DN171
- 2015 DR171
- 2015 DS171
- 2015 DT171
- 2015 DU171
- 2015 DV171
- 2015 DX171
- 2015 DY171
- 2015 DZ171
- 2015 DA172
- 2015 DB172
- 2015 DD172
- 2015 DF172
- 2015 DG172
- 2015 DK172
- 2015 DO172
- 2015 DX172
- 2015 DY172
- 2015 DC173
- 2015 DJ173
- 2015 DN173
- 2015 DO173
- 2015 DP173
- 2015 DQ173
- 2015 DU173
- 2015 DZ173
- 2015 DB174
- 2015 DD174
- 2015 DF174
- 2015 DG174
- 2015 DN174
- 2015 DS174
- 2015 DW174
- 2015 DZ174
- 2015 DA175
- 2015 DB175
- 2015 DC175
- 2015 DG175
- 2015 DJ175
- 2015 DM175
- 2015 DN175
- 2015 DY175
- 2015 DE176
- 2015 DF176
- 2015 DH176
- 2015 DQ176
- 2015 DY176
- 2015 DZ176
- 2015 DC177
- 2015 DD177
- 2015 DK177
- 2015 DM177
- 2015 DW177
- 2015 DA178
- 2015 DB178
- 2015 DF178
- 2015 DM178
- 2015 DP178
- 2015 DS178
- 2015 DT178
- 2015 DV178
- 2015 DB179
- 2015 DH179
- 2015 DO179
- 2015 DR179
- 2015 DT179
- 2015 DX179
- 2015 DZ179
- 2015 DD180
- 2015 DF180
- 2015 DK180
- 2015 DO180
- 2015 DR180
- 2015 DT180
- 2015 DU180
- 2015 DV180
- 2015 DW180
- 2015 DX180
- 2015 DY180
- 2015 DZ180
- 2015 DA181
- 2015 DO181
- 2015 DQ181
- 2015 DR181
- 2015 DX181
- 2015 DY181
- 2015 DA182
- 2015 DE182
- 2015 DG182
- 2015 DM182
- 2015 DP182
- 2015 DT182
- 2015 DU182
- 2015 DW182
- 2015 DY182
- 2015 DB183
- 2015 DC183
- 2015 DG183
- 2015 DJ183
- 2015 DM183
- 2015 DO183
- 2015 DS183
- 2015 DT183
- 2015 DW183
- 2015 DY183
- 2015 DB184
- 2015 DJ184
- 2015 DM184
- 2015 DN184
- 2015 DQ184
- 2015 DS184
- 2015 DT184
- 2015 DW184
- 2015 DX184
- 2015 DZ184
- 2015 DB185
- 2015 DG185
- 2015 DH185
- 2015 DV185
- 2015 DZ185
- 2015 DB186
- 2015 DE186
- 2015 DP186
- 2015 DX186
- 2015 DY186
- 2015 DA187
- 2015 DC187
- 2015 DH187
- 2015 DJ187
- 2015 DM187
- 2015 DO187
- 2015 DA188
- 2015 DE188
- 2015 DF188
- 2015 DL188
- 2015 DP188
- 2015 DY188
- 2015 DB189
- 2015 DD189
- 2015 DG189
- 2015 DJ189
- 2015 DK189
- 2015 DP189
- 2015 DT189
- 2015 DB190
- 2015 DJ190
- 2015 DM190
- 2015 DP190
- 2015 DQ190
- 2015 DR190
- 2015 DT190
- 2015 DU190
- 2015 DV190
- 2015 DW190
- 2015 DY190
- 2015 DZ190
- 2015 DB191
- 2015 DE191
- 2015 DF191
- 2015 DG191
- 2015 DM191
- 2015 DP191
- 2015 DR191
- 2015 DS191
- 2015 DU191
- 2015 DW191
- 2015 DO192
- 2015 DR192
- 2015 DV192
- 2015 DF193
- 2015 DM193
- 2015 DP193
- 2015 DR193
- 2015 DU193
- 2015 DV193
- 2015 DX193
- 2015 DY193
- 2015 DC194
- 2015 DD194
- 2015 DL194
- 2015 DM194
- 2015 DN194
- 2015 DO194
- 2015 DS194
- 2015 DY194
- 2015 DA195
- 2015 DC195
- 2015 DM195
- 2015 DN195
- 2015 DO195
- 2015 DR195
- 2015 DT195
- 2015 DV195
- 2015 DX195
- 2015 DY195
- 2015 DZ195
- 2015 DD196
- 2015 DJ196
- 2015 DK196
- 2015 DU196
- 2015 DV196
- 2015 DN197
- 2015 DP197
- 2015 DZ197
- 2015 DB198
- 2015 DC198
- 2015 DD198
- 2015 DF198
- 2015 DG198
- 2015 DH198
- 2015 DJ198
- 2015 DL198
- 2015 DM198
- 2015 DN198
- 2015 DO198
- 2015 DS198
- 2015 DT198
- 2015 DU198
- 2015 DV198
- 2015 DW198
- 2015 DX198
- 2015 DY198
- 2015 DZ198
- 2015 DB199
- 2015 DC199
- 2015 DD199
- 2015 DJ199
- 2015 DK199
- 2015 DL199
- 2015 DM199
- 2015 DV199
- 2015 DW199
- 2015 DX199
- 2015 DZ199
- 2015 DA200
- 2015 DB200
- 2015 DC200
- 2015 DD200
- 2015 DF200
- 2015 DG200
- 2015 DH200
- 2015 DJ200
- 2015 DK200
- 2015 DN200
- 2015 DS200
- 2015 DX200
- 2015 DB201
- 2015 DD201
- 2015 DG201
- 2015 DK201
- 2015 DO201
- 2015 DQ201
- 2015 DX201
- 2015 DH202
- 2015 DY202
- 2015 DD203
- 2015 DG203
- 2015 DL203
- 2015 DO203
- 2015 DR203
- 2015 DA204
- 2015 DF204
- 2015 DJ204
- 2015 DL204
- 2015 DN204
- 2015 DP204
- 2015 DR204
- 2015 DV204
- 2015 DY204
- 2015 DZ204
- 2015 DL205
- 2015 DT205
- 2015 DW205
- 2015 DC206
- 2015 DD206
- 2015 DM206
- 2015 DT206
- 2015 DZ206
- 2015 DH207
- 2015 DJ207
- 2015 DL207
- 2015 DR207
- 2015 DV208
- 2015 DX208
- 2015 DY208
- 2015 DD209
- 2015 DO209
- 2015 DE211
- 2015 DP211
- 2015 DX211
- 2015 DP212
- 2015 DZ213
- 2015 DC214
- 2015 DW214
- 2015 DY214
- 2015 DJ215
- 2015 DL215
- 2015 DM215
- 2015 DN215
- 2015 DO215
- 2015 DR215
- 2015 DW215
- 2015 DZ215
- 2015 DA216
- 2015 DC216
- 2015 DE216
- 2015 DF216
- 2015 DG216
- 2015 DJ216
- 2015 DR216
- 2015 DB217
- 2015 DH217
- 2015 DJ217
- 2015 DN217
- 2015 DR217
- 2015 DB218
- 2015 DC218
- 2015 DN218
- 2015 DV218
- 2015 DW218
- 2015 DD219
- 2015 DJ219
- 2015 DA220
- 2015 DH220
- 2015 DN220
- 2015 DR220
- 2015 DT220
- 2015 DG221
- 2015 DY221
- 2015 DD222
- 2015 DL222
- 2015 DV222
- 2015 DM223
- 2015 DN223
- 2015 DO223
- 2015 DP223
- 2015 DU223
- 2015 DW223
- 2015 DF224
- 2015 DJ224
- 2015 DK224
- 2015 DN224
- 2015 DO224
- 2015 DQ224
- 2015 DA225
- 2015 DB225
- 2015 DC225
- 2015 DG225
- 2015 DJ225
- 2015 DN225
- 2015 DR225
- 2015 DX225
- 2015 DY225
- 2015 DZ225
- 2015 DA226
- 2015 DB226
- 2015 DC226
- 2015 DD226
- 2015 DE226
- 2015 DG226
- 2015 DJ226
- 2015 DK226
- 2015 DL226
- 2015 DM226
- 2015 DN226
- 2015 DO226
- 2015 DQ226
- 2015 DR226
- 2015 DS226
- 2015 DU226
- 2015 DW226
- 2015 DX226
- 2015 DZ226
- 2015 DA227
- 2015 DB227
- 2015 DC227
- 2015 DE227
- 2015 DF227
- 2015 DG227
- 2015 DH227
- 2015 DJ227
- 2015 DL227
- 2015 DM227
- 2015 DO227
- 2015 DP227
- 2015 DQ227
- 2015 DS227
- 2015 DT227
- 2015 DV227
- 2015 DW227
- 2015 DX227
- 2015 DA228
- 2015 DC228
- 2015 DH228
- 2015 DJ228
- 2015 DK228
- 2015 DL228
- 2015 DK229
- 2015 DW229
- 2015 DZ229
- 2015 DM230
- 2015 DA231
- 2015 DD231
- 2015 DN231
- 2015 DE233
- 2015 DJ233
- 2015 DJ235
- 2015 DN235
- 2015 DF236
- 2015 DM236
- 2015 DW236
- 2015 DX236
- 2015 DB237
- 2015 DD237
- 2015 DF237
- 2015 DQ237
- 2015 DS237
- 2015 DW237
- 2015 DE238
- 2015 DP238
- 2015 DY238
- 2015 DC239
- 2015 DD239
- 2015 DO239
- 2015 DS239
- 2015 DY239
- 2015 DH240
- 2015 DO240
- 2015 DR240
- 2015 DV240
- 2015 DA241
- 2015 DC241
- 2015 DE241
- 2015 DP241
- 2015 DB242
- 2015 DN242
- 2015 DO242
- 2015 DU242
- 2015 DW242
- 2015 DA243
- 2015 DF243
- 2015 DJ243
- 2015 DK243
- 2015 DX243
- 2015 DL244
- 2015 DM244
- 2015 DP244
- 2015 DX244
- 2015 DQ245
- 2015 DY245
- 2015 DZ245
- 2015 DC246
- 2015 DD246
- 2015 DV246
- 2015 DS247
- 2015 DU247
- 2015 DV247
- 2015 DZ247
- 2015 DG248
- 2015 DH248
- 2015 DJ248
- 2015 DO248
- 2015 DP248
- 2015 DQ248
- 2015 DR248
- 2015 DS248
- 2015 DT248
- 2015 DU248
- 2015 DV248
- 2015 DY248
- 2015 DZ248
- 2015 DA249
- 2015 DB249
- 2015 DC249
- 2015 DD249
- 2015 DF249
- 2015 DG249
- 2015 DH249
- 2015 DK249
- 2015 DL249
- 2015 DM249
- 2015 DN249
- 2015 DO249
- 2015 DP249
- 2015 DQ249
- 2015 DR249
- 2015 DS249
- 2015 DT249
- 2015 DU249
- 2015 DV249
- 2015 DW249
- 2015 DX249
- 2015 DY249
- 2015 DZ249
- 2015 DA250
- 2015 DB250
- 2015 DL250
- 2015 DZ250
- 2015 DB251
- 2015 DC251
- 2015 DE251
- 2015 DG251
- 2015 DJ251
- 2015 DN251
- 2015 DR251
- 2015 DU251
- 2015 DV251
- 2015 DW251
- 2015 DZ251
- 2015 DA252
- 2015 DB252
- 2015 DC252
- 2015 DG252
- 2015 DJ252
- 2015 DL252
- 2015 DM252
- 2015 DO252
- 2015 DQ252
- 2015 DU252
- 2015 DV252
- 2015 DX252
- 2015 DY252
- 2015 DB253
- 2015 DD253
- 2015 DE253
- 2015 DF253
- 2015 DJ253
- 2015 DK253
- 2015 DL253
- 2015 DM253
- 2015 DR253
- 2015 DS253
- 2015 DU253
- 2015 DV253
- 2015 DW253
- 2015 DY253
- 2015 DB254
- 2015 DC254
- 2015 DD254
- 2015 DE254
- 2015 DF254
- 2015 DH254
- 2015 DJ254
- 2015 DK254
- 2015 DL254
- 2015 DM254
- 2015 DN254
- 2015 DO254
- 2015 DP254
- 2015 DQ254
- 2015 DS254
- 2015 DU254
- 2015 DV254
- 2015 DW254
- 2015 DX254
- 2015 DZ254
- 2015 DA255
- 2015 DB255
- 2015 DD255
- 2015 DF255
- 2015 DG255
- 2015 DH255
- 2015 DJ255
- 2015 DL255
- 2015 DM255
- 2015 DN255
- 2015 DO255
- 2015 DQ255
- 2015 DR255
- 2015 DS255
- 2015 DT255
- 2015 DU255
- 2015 DV255
- 2015 DW255
- 2015 DX255
- 2015 DY255
- 2015 DZ255
- 2015 DA256
- 2015 DB256
- 2015 DE256
- 2015 DF256
- 2015 DG256
- 2015 DH256
- 2015 DJ256
- 2015 DK256
- 2015 DL256
- 2015 DN256
- 2015 DO256
- 2015 DP256
- 2015 DR256
- 2015 DS256
- 2015 DT256
- 2015 DV256
- 2015 DW256
- 2015 DX256
- 2015 DA257
- 2015 DC257
- 2015 DD257
- 2015 DE257
- 2015 DF257
- 2015 DG257
- 2015 DH257
- 2015 DJ257
- 2015 DK257
- 2015 DL257
- 2015 DM257
- 2015 DN257
- 2015 DO257
- 2015 DP257
- 2015 DQ257
- 2015 DR257
- 2015 DT257
- 2015 DU257
- 2015 DX257
- 2015 DY257
- 2015 DA258
- 2015 DB258
- 2015 DC258
- 2015 DD258
- 2015 DE258
- 2015 DF258
- 2015 DG258
- 2015 DH258
- 2015 DK258
- 2015 DL258
- 2015 DM258
- 2015 DN258
- 2015 DP258
- 2015 DQ258
- 2015 DR258
- 2015 DS258
- 2015 DT258
- 2015 DV258
- 2015 DW258
- 2015 DY258
- 2015 DZ258
- 2015 DB259
- 2015 DC259
- 2015 DD259
- 2015 DE259
- 2015 DF259
- 2015 DG259
- 2015 DK259
- 2015 DL259
- 2015 DM259
- 2015 DN259
- 2015 DO259
- 2015 DP259
- 2015 DQ259
- 2015 DR259
- 2015 DS259
- 2015 DT259
- 2015 DV259
- 2015 DW259
- 2015 DX259
- 2015 DY259
- 2015 DZ259
- 2015 DA260
- 2015 DB260
- 2015 DD260
- 2015 DF260
- 2015 DG260
- 2015 DH260
- 2015 DJ260
- 2015 DK260
- 2015 DL260
- 2015 DM260
- 2015 DN260
- 2015 DO260
- 2015 DP260
- 2015 DQ260
- 2015 DR260
- 2015 DS260
- 2015 DU260
- 2015 DV260
- 2015 DW260
- 2015 DX260
- 2015 DY260
- 2015 DZ260
- 2015 DA261
- 2015 DB261
- 2015 DC261
- 2015 DD261
- 2015 DE261
- 2015 DG261
- 2015 DH261
- 2015 DJ261
- 2015 DK261
- 2015 DL261
- 2015 DM261
- 2015 DN261
- 2015 DO261
- 2015 DP261
- 2015 DQ261
- 2015 DR261
- 2015 DS261
- 2015 DV261
- 2015 DW261
- 2015 DB262
- 2015 DC262
- 2015 DD262
- 2015 DE262
- 2015 DG262
- 2015 DH262
- 2015 DJ262
- 2015 DK262
- 2015 DL262
- 2015 DM262
- 2015 DN262
- 2015 DO262
- 2015 DQ262
- 2015 DR262
- 2015 DS262
- 2015 DU262
- 2015 DV262
- 2015 DW262
- 2015 DX262
- 2015 DY262
- 2015 DZ262
- 2015 DC263
- 2015 DK263
- 2015 DN263
- 2015 DO263
- 2015 DQ263
- 2015 DS263
- 2015 DT263
- 2015 DU263
- 2015 DV263
- 2015 DX263
- 2015 DY263
- 2015 DZ263
- 2015 DA264
- 2015 DB264
- 2015 DE264
- 2015 DF264
- 2015 DG264
- 2015 DH264
- 2015 DJ264
- 2015 DK264
- 2015 DM264
- 2015 DN264
- 2015 DV265
- 2015 DY265
- 2015 DC266
- 2015 DE266
- 2015 DG266
- 2015 DH266
- 2015 DQ266
- 2015 DS266
- 2015 DT266
- 2015 DV266
- 2015 DE267
- 2015 DJ267
- 2015 DN267
- 2015 DO267
- 2015 DQ267
- 2015 DT267
- 2015 DV267
- 2015 DX267
- 2015 DZ267
- 2015 DA268
- 2015 DB268
- 2015 DC268
- 2015 DD268
- 2015 DF268
- 2015 DH268
- 2015 DP268
- 2015 DS268
- 2015 DW268
- 2015 DZ268
- 2015 DB269
- 2015 DC269
- 2015 DD269
- 2015 DE269
- 2015 DJ269
- 2015 DK269
- 2015 DL269
- 2015 DQ269
- 2015 DS269
- 2015 DU269
- 2015 DV269
- 2015 DW269
- 2015 DX269
- 2015 DC270
- 2015 DE270
- 2015 DK270
- 2015 DL270
- 2015 DO270
- 2015 DP270
- 2015 DQ270
- 2015 DS270
- 2015 DZ270
- 2015 DA271
- 2015 DB271
- 2015 DC271
- 2015 DD271
- 2015 DE271
- 2015 DF271
- 2015 DG271
- 2015 DJ271
- 2015 DK271
- 2015 DM271
- 2015 DN271
- 2015 DP271
- 2015 DQ271
- 2015 DR271
- 2015 DS271
- 2015 DT271
- 2015 DU271
- 2015 DV271
- 2015 DX271
- 2015 DY271
- 2015 DZ271
- 2015 DA272
- 2015 DB272
- 2015 DC272
- 2015 DH272
- 2015 DJ272
- 2015 DL272
- 2015 DM272
- 2015 DQ272
- 2015 DR272
- 2015 DC273
- 2015 DD273
- 2015 DF273
- 2015 DJ273
- 2015 DS273
- 2015 DU273
- 2015 DV273
- 2015 DW273
- 2015 DX273
- 2015 DY273
- 2015 DA274
- 2015 DC274
- 2015 DE274
- 2015 DF274
- 2015 DH274
- 2015 DK274
- 2015 DL274
- 2015 DM274
- 2015 DN274
- 2015 DO274
- 2015 DQ274
- 2015 DR274
- 2015 DT274
- 2015 DV274
- 2015 DW274
- 2015 DX274
- 2015 DY274
- 2015 DA275
- 2015 DB275
- 2015 DC275
- 2015 DD275
- 2015 DE275
- 2015 DF275
- 2015 DG275
- 2015 DJ275
- 2015 DK275
- 2015 DL275
- 2015 DM275
- 2015 DN275
- 2015 DO275
- 2015 DP275
- 2015 DQ275
- 2015 DR275
- 2015 DS275
- 2015 DT275
- 2015 DU275
- 2015 DV275
- 2015 DW275
- 2015 DX275
- 2015 DY275
- 2015 DZ275
- 2015 DA276
- 2015 DB276
- 2015 DC276
- 2015 DD276
- 2015 DE276
- 2015 DF276
- 2015 DG276
- 2015 DH276
- 2015 DJ276
- 2015 DK276
- 2015 DM276
- 2015 DN276
- 2015 DO276
- 2015 DP276
- 2015 DS276
- 2015 DT276
- 2015 DV276
- 2015 DW276
- 2015 DX276
- 2015 DA277
- 2015 DD277
- 2015 DE277
- 2015 DG277
- 2015 DK277
- 2015 DQ277
- 2015 DS277
- 2015 DW277
- 2015 DY277
- 2015 DA278
- 2015 DC278
- 2015 DD278
- 2015 DE278
- 2015 DF278
- 2015 DG278
- 2015 DH278
- 2015 DJ278
- 2015 DL278
- 2015 DM278
- 2015 DN278
- 2015 DO278
- 2015 DS278
- 2015 DT278
- 2015 DV278
- 2015 DW278
- 2015 DX278
- 2015 DY278
- 2015 DZ278
- 2015 DA279
- 2015 DB279
- 2015 DC279
- 2015 DD279
- 2015 DE279
- 2015 DF279
- 2015 DL279
- 2015 DM279
- 2015 DQ279
- 2015 DR279
- 2015 DS279
- 2015 DT279
- 2015 DV279
- 2015 DZ279
- 2015 DA280
- 2015 DB280
- 2015 DE280
- 2015 DF280
- 2015 DH280
- 2015 DK280
- 2015 DP280
- 2015 DR280
- 2015 DS280
- 2015 DT280
- 2015 DU280
- 2015 DV280
- 2015 DD281
- 2015 DE281
- 2015 DF281
- 2015 DG281
- 2015 DJ281
- 2015 DK281
- 2015 DM281
- 2015 DN281
- 2015 DO281
- 2015 DQ281
- 2015 DR281
- 2015 DS281
- 2015 DU281
- 2015 DV281
- 2015 DX281
- 2015 DY281
- 2015 DA282
- 2015 DB282
- 2015 DD282
- 2015 DE282
- 2015 DF282
- 2015 DG282
- 2015 DH282
- 2015 DJ282
- 2015 DK282
- 2015 DL282
- 2015 DO282
- 2015 DP282
- 2015 DQ282
- 2015 DR282
- 2015 DS282
- 2015 DT282
- 2015 DU282
- 2015 DV282
- 2015 DW282
- 2015 DY282
- 2015 DZ282
- 2015 DA283
- 2015 DB283
- 2015 DF283
- 2015 DG283
- 2015 DJ283
- 2015 DK283
- 2015 DL283
- 2015 DO283
- 2015 DP283
- 2015 DQ283
- 2015 DS283
- 2015 DT283
- 2015 DU283
- 2015 DV283
- 2015 DW283
- 2015 DX283
- 2015 DZ283
- 2015 DA284
- 2015 DB284
- 2015 DC284
- 2015 DD284
- 2015 DG284
- 2015 DM284
- 2015 DO284
- 2015 DP284
- 2015 DQ284
- 2015 DR284
- 2015 DS284
- 2015 DT284
- 2015 DW284
- 2015 DX284
- 2015 DZ284
- 2015 DA285
- 2015 DB285
- 2015 DC285
- 2015 DD285
- 2015 DE285
- 2015 DF285
- 2015 DG285
- 2015 DJ285
- 2015 DM285
- 2015 DO285
- 2015 DP285
- 2015 DQ285
- 2015 DV285
- 2015 DW285
- 2015 DY285
- 2015 DZ285
- 2015 DB286
- 2015 DC286
- 2015 DD286
- 2015 DE286
- 2015 DH286
- 2015 DL286
- 2015 DM286
- 2015 DP286
- 2015 DU286
- 2015 DV286
- 2015 DX286
- 2015 DZ286
- 2015 DA287
- 2015 DB287
- 2015 DC287
- 2015 DD287
- 2015 DE287
- 2015 DF287
- 2015 DG287
- 2015 DJ287
- 2015 DK287
- 2015 DL287
- 2015 DM287
- 2015 DN287
- 2015 DQ287
- 2015 DV287
- 2015 DX287
- 2015 DZ287
- 2015 DC288
- 2015 DD288
- 2015 DE288
- 2015 DF288
- 2015 DG288
- 2015 DH288
- 2015 DL288
- 2015 DM288
- 2015 DP288
- 2015 DQ288
- 2015 DR288
- 2015 DT288
- 2015 DU288
- 2015 DV288
- 2015 DW288
- 2015 DX288
- 2015 DY288
- 2015 DZ288
- 2015 DA289
- 2015 DB289
- 2015 DC289
- 2015 DE289
- 2015 DF289
- 2015 DH289
- 2015 DJ289
- 2015 DK289
- 2015 DL289
- 2015 DM289
- 2015 DN289
- 2015 DO289
- 2015 DP289
- 2015 DQ289
- 2015 DR289
- 2015 DS289
- 2015 DX289
- 2015 DY289
- 2015 DA290
- 2015 DC290
- 2015 DD290
- 2015 DF290
- 2015 DG290
- 2015 DJ290
- 2015 DK290
- 2015 DM290
- 2015 DN290
- 2015 DO290
- 2015 DP290
- 2015 DQ290
- 2015 DR290
- 2015 DT290
- 2015 DU290
- 2015 DV290
- 2015 DW290
- 2015 DX290
- 2015 DY290
- 2015 DZ290
- 2015 DB291
- 2015 DD291
- 2015 DG291
- 2015 DH291
- 2015 DJ291
- 2015 DK291
- 2015 DL291
- 2015 DN291
- 2015 DP291
- 2015 DQ291
- 2015 DS291
- 2015 DT291
- 2015 DU291
- 2015 DV291
- 2015 DX291
- 2015 DY291
- 2015 DA292
- 2015 DB292
- 2015 DC292
- 2015 DD292
- 2015 DF292
- 2015 DG292
- 2015 DH292
- 2015 DJ292
- 2015 DK292
- 2015 DN292
- 2015 DO292
- 2015 DP292
- 2015 DQ292
- 2015 DR292
- 2015 DT292
- 2015 DV292
- 2015 DW292
- 2015 DX292
- 2015 DY292
- 2015 DZ292
- 2015 DB293
- 2015 DC293
- 2015 DD293
- 2015 DE293
- 2015 DG293
- 2015 DH293
- 2015 DJ293
- 2015 DP293
- 2015 DS293
- 2015 DV293
- 2015 DC294
- 2015 DD294
- 2015 DE294
- 2015 DF294
- 2015 DG294
- 2015 DH294
- 2015 DJ294
- 2015 DK294
- 2015 DL294
- 2015 DM294
- 2015 DR294
- 2015 DS294
- 2015 DV294
- 2015 DZ294
- 2015 DA295
- 2015 DB295
- 2015 DC295
- 2015 DD295
- 2015 DF295
- 2015 DG295
- 2015 DH295
- 2015 DJ295
- 2015 DL295
- 2015 DM295
- 2015 DN295
- 2015 DP295
- 2015 DR295
- 2015 DS295
- 2015 DT295
- 2015 DU295
- 2015 DW295
- 2015 DY295
- 2015 DA296
- 2015 DB296
- 2015 DD296
- 2015 DE296
- 2015 DF296
- 2015 DL296
- 2015 DM296
- 2015 DN296
- 2015 DO296
- 2015 DP296
- 2015 DQ296
- 2015 DR296
- 2015 DS296
- 2015 DW296
- 2015 DF297
- 2015 DH297
- 2015 DJ297
- 2015 DK297
- 2015 DM297
- 2015 DN297
- 2015 DO297
- 2015 DP297
- 2015 DQ297
- 2015 DR297
- 2015 DT297
- 2015 DU297
- 2015 DV297
- 2015 DW297
- 2015 DX297
- 2015 DY297
- 2015 DZ297
- 2015 DA298
- 2015 DB298
- 2015 DC298
- 2015 DE298
- 2015 DG298
- 2015 DH298
- 2015 DJ298
- 2015 DK298
- 2015 DM298
- 2015 DP298
- 2015 DQ298
- 2015 DS298
- 2015 DT298
- 2015 DU298
- 2015 DW298
- 2015 DX298
- 2015 DZ298
- 2015 DA299
- 2015 DB299
- 2015 DC299
- 2015 DD299
- 2015 DE299
- 2015 DF299
- 2015 DG299
- 2015 DH299
- 2015 DJ299
- 2015 DL299
- 2015 DM299
- 2015 DO299
- 2015 DP299
- 2015 DQ299
- 2015 DU299
- 2015 DV299
- 2015 DW299
- 2015 DY299
- 2015 DZ299
- 2015 DA300
- 2015 DB300
- 2015 DC300
- 2015 DD300
- 2015 DE300
- 2015 DF300
- 2015 DG300
- 2015 DJ300
- 2015 DK300
- 2015 DL300
- 2015 DM300
- 2015 DN300
- 2015 DO300
- 2015 DP300
- 2015 DQ300
- 2015 DS300
- 2015 DU300
- 2015 DV300
- 2015 DY300
- 2015 DZ300
- 2015 DA301
- 2015 DB301
- 2015 DC301
- 2015 DD301
- 2015 DE301
- 2015 DF301
- 2015 DG301
- 2015 DH301
- 2015 DJ301
- 2015 DK301
- 2015 DL301
- 2015 DN301
- 2015 DO301
- 2015 DQ301
- 2015 DR301
- 2015 DS301
- 2015 DT301
- 2015 DU301
- 2015 DV301
- 2015 DX301
- 2015 DY301
- 2015 DZ301
- 2015 DA302
- 2015 DC302
- 2015 DD302
- 2015 DE302
- 2015 DG302
- 2015 DH302
- 2015 DJ302
- 2015 DL302
- 2015 DM302
- 2015 DN302
- 2015 DO302
- 2015 DQ302
- 2015 DR302
- 2015 DS302
- 2015 DT302
- 2015 DU302
- 2015 DV302
- 2015 DW302
- 2015 DX302
- 2015 DY302
- 2015 DZ302
- 2015 DA303
- 2015 DB303
- 2015 DC303
- 2015 DD303
- 2015 DE303
- 2015 DF303
- 2015 DG303
- 2015 DJ303
- 2015 DL303
- 2015 DP303
- 2015 DQ303
- 2015 DR303
- 2015 DT303
- 2015 DU303
- 2015 DV303
- 2015 DW303
- 2015 DX303
- 2015 DY303
- 2015 DZ303
- 2015 DA304
- 2015 DC304
- 2015 DD304
- 2015 DE304
- 2015 DF304
- 2015 DG304
- 2015 DH304
- 2015 DJ304
- 2015 DK304
- 2015 DL304
- 2015 DM304
- 2015 DN304
- 2015 DP304
- 2015 DR304
- 2015 DT304
- 2015 DV304
- 2015 DW304
- 2015 DX304
- 2015 DY304
- 2015 DZ304
- 2015 DA305
- 2015 DC305
- 2015 DD305
- 2015 DF305
- 2015 DG305
- 2015 DH305
- 2015 DK305
- 2015 DM305
- 2015 DO305
- 2015 DP305
- 2015 DQ305
- 2015 DR305
- 2015 DS305
- 2015 DT305
- 2015 DU305
- 2015 DW305
- 2015 DX305
- 2015 DZ305
- 2015 DA306
- 2015 DB306
- 2015 DF306
- 2015 DG306
- 2015 DH306
- 2015 DJ306
- 2015 DK306
- 2015 DL306
- 2015 DM306
- 2015 DN306
- 2015 DO306
- 2015 DP306
- 2015 DQ306
- 2015 DR306
- 2015 DS306
- 2015 DU306
- 2015 DV306
- 2015 DW306
- 2015 DZ306
- 2015 DA307
- 2015 DB307
- 2015 DC307
- 2015 DD307
- 2015 DF307
- 2015 DG307
- 2015 DH307
- 2015 DJ307
- 2015 DK307
- 2015 DL307
- 2015 DM307
- 2015 DN307
- 2015 DO307
- 2015 DP307
- 2015 DQ307
- 2015 DR307
- 2015 DS307
- 2015 DT307
- 2015 DU307
- 2015 DV307
- 2015 DW307
- 2015 DX307
- 2015 DY307
- 2015 DZ307
- 2015 DA308
- 2015 DB308
- 2015 DD308
- 2015 DE308
- 2015 DF308
- 2015 DG308
- 2015 DH308
- 2015 DJ308
- 2015 DK308
- 2015 DL308
- 2015 DM308
- 2015 DN308
- 2015 DO308
- 2015 DP308
- 2015 DQ308
- 2015 DR308
- 2015 DS308
- 2015 DT308
- 2015 DU308
- 2015 DV308
- 2015 DW308
- 2015 DY308
- 2015 DZ308
- 2015 DA309
- 2015 DB309
- 2015 DC309
- 2015 DD309
- 2015 DE309
- 2015 DF309
- 2015 DG309
- 2015 DH309
- 2015 DJ309
- 2015 DK309
- 2015 DL309
- 2015 DM309
- 2015 DN309
- 2015 DO309
- 2015 DP309
- 2015 DQ309
- 2015 DR309
- 2015 DT309
- 2015 DU309
- 2015 DV309
- 2015 DW309
- 2015 DX309
- 2015 DY309
- 2015 DZ309
- 2015 DB310
- 2015 DC310
- 2015 DD310
- 2015 DE310
- 2015 DF310
- 2015 DH310
- 2015 DJ310
- 2015 DL310
- 2015 DN310
- 2015 DP310
- 2015 DS310
- 2015 DU310
- 2015 DV310
- 2015 DW310
- 2015 DX310
- 2015 DY310
- 2015 DA311
- 2015 DB311
- 2015 DD311
- 2015 DE311
- 2015 DF311
- 2015 DG311
- 2015 DH311
- 2015 DJ311
- 2015 DK311
- 2015 DM311
- 2015 DO311
- 2015 DQ311
- 2015 DS311
- 2015 DT311
- 2015 DV311
- 2015 DW311
- 2015 DX311
- 2015 DZ311
- 2015 DA312
- 2015 DC312
- 2015 DD312
- 2015 DE312
- 2015 DF312
- 2015 DG312
- 2015 DH312
- 2015 DJ312
- 2015 DK312
- 2015 DL312
- 2015 DM312
- 2015 DN312
- 2015 DP312
- 2015 DR312
- 2015 DV312
- 2015 DW312
- 2015 DX312
- 2015 DY312
- 2015 DA313
- 2015 DB313
- 2015 DC313
- 2015 DD313
- 2015 DE313
- 2015 DF313
- 2015 DG313
- 2015 DH313
- 2015 DJ313
- 2015 DK313
- 2015 DL313
- 2015 DM313
- 2015 DO313
- 2015 DP313
- 2015 DQ313
- 2015 DR313
- 2015 DS313
- 2015 DT313
- 2015 DU313
- 2015 DV313
- 2015 DW313
- 2015 DX313
- 2015 DY313
- 2015 DZ313
- 2015 DA314
- 2015 DB314
- 2015 DC314
- 2015 DD314
- 2015 DE314
- 2015 DF314
- 2015 DG314
- 2015 DH314
- 2015 DJ314
- 2015 DK314
- 2015 DL314
- 2015 DM314
- 2015 DN314
- 2015 DO314
- 2015 DP314
- 2015 DQ314
- 2015 DR314
- 2015 DS314
- 2015 DT314
- 2015 DU314
- 2015 DV314
- 2015 DW314
- 2015 DX314
- 2015 DY314
- 2015 DZ314
- 2015 DA315
- 2015 DB315
- 2015 DC315
- 2015 DD315
- 2015 DE315
- 2015 DF315
- 2015 DG315
- 2015 DH315
- 2015 DJ315
- 2015 DK315
- 2015 DL315
- 2015 DM315
- 2015 DN315
- 2015 DO315
- 2015 DP315
- 2015 DQ315
- 2015 DR315
- 2015 DS315
- 2015 DT315
- 2015 DU315
- 2015 DW315
- 2015 DX315
- 2015 DY315
- 2015 DZ315
- 2015 DA316
- 2015 DB316
- 2015 DC316
- 2015 DD316
- 2015 DE316
- 2015 DF316
- 2015 DG316
- 2015 DJ316
- 2015 DK316
- 2015 DL316
- 2015 DM316
- 2015 DN316
- 2015 DO316
- 2015 DP316
- 2015 DQ316
- 2015 DR316
- 2015 DS316
- 2015 DT316
- 2015 DU316
- 2015 DW316
- 2015 DX316
- 2015 DY316
- 2015 DZ316
- 2015 DA317
- 2015 DB317
- 2015 DD317
- 2015 DE317
- 2015 DF317
- 2015 DH317
- 2015 DJ317
- 2015 DL317
- 2015 DM317
- 2015 DN317
- 2015 DO317
- 2015 DP317
- 2015 DQ317
- 2015 DR317
- 2015 DS317
- 2015 DU317
- 2015 DV317
- 2015 DW317
- 2015 DX317
- 2015 DY317
- 2015 DZ317
- 2015 DA318
- 2015 DB318
- 2015 DC318
- 2015 DE318
- 2015 DF318
- 2015 DG318
- 2015 DH318
- 2015 DJ318
- 2015 DK318
- 2015 DL318
- 2015 DM318
- 2015 DN318
- 2015 DO318
- 2015 DP318
- 2015 DQ318
- 2015 DR318
- 2015 DT318
- 2015 DU318
- 2015 DV318
- 2015 DW318
- 2015 DX318
- 2015 DY318
- 2015 DZ318
- 2015 DA319
- 2015 DB319
- 2015 DC319
- 2015 DD319
- 2015 DE319
- 2015 DF319
- 2015 DG319
- 2015 DH319
- 2015 DJ319
- 2015 DK319
- 2015 DL319
- 2015 DM319
- 2015 DN319
- 2015 DO319
- 2015 DP319
- 2015 DQ319
- 2015 DS319
- 2015 DT319
- 2015 DU319
- 2015 DV319
- 2015 DW319
- 2015 DX319
- 2015 DY319
- 2015 DZ319
- 2015 DA320
- 2015 DB320
- 2015 DC320
- 2015 DD320
- 2015 DE320
- 2015 DF320
- 2015 DH320
- 2015 DK320
- 2015 DM320
- 2015 DN320
- 2015 DO320
- 2015 DP320
- 2015 DQ320
- 2015 DR320
- 2015 DS320
- 2015 DT320
- 2015 DU320
- 2015 DV320
- 2015 DW320
- 2015 DX320
- 2015 DY320
- 2015 DZ320
- 2015 DA321
- 2015 DB321
- 2015 DC321
- 2015 DD321
- 2015 DE321
- 2015 DF321
- 2015 DG321
- 2015 DH321
- 2015 DJ321
- 2015 DK321
- 2015 DL321
- 2015 DM321
- 2015 DN321
- 2015 DO321
- 2015 DP321
- 2015 DQ321
- 2015 DR321
- 2015 DS321
- 2015 DT321
- 2015 DU321
- 2015 DV321
- 2015 DW321
- 2015 DX321
- 2015 DY321
- 2015 DZ321
- 2015 DA322
- 2015 DB322
- 2015 DC322
- 2015 DD322
- 2015 DF322
- 2015 DG322
- 2015 DH322
- 2015 DK322
- 2015 DL322
- 2015 DM322
- 2015 DN322
- 2015 DP322
- 2015 DQ322
- 2015 DR322
- 2015 DS322
- 2015 DT322
- 2015 DU322
- 2015 DV322
- 2015 DX322
- 2015 DY322
- 2015 DZ322
- 2015 DA323
- 2015 DB323
- 2015 DC323
- 2015 DD323
- 2015 DE323
- 2015 DF323
- 2015 DG323
- 2015 DH323
- 2015 DJ323
- 2015 DL323
- 2015 DM323
- 2015 DN323
- 2015 DO323
- 2015 DP323
- 2015 DQ323
- 2015 DS323
- 2015 DT323
- 2015 DV323
- 2015 DW323
- 2015 DX323
- 2015 DY323
- 2015 DZ323
- 2015 DA324
- 2015 DC324
- 2015 DD324
- 2015 DE324
- 2015 DF324
- 2015 DG324
- 2015 DH324
- 2015 DK324
- 2015 DL324
- 2015 DM324
- 2015 DN324
- 2015 DO324
- 2015 DP324
- 2015 DQ324
- 2015 DR324
- 2015 DS324
- 2015 DT324
- 2015 DU324
- 2015 DV324
- 2015 DW324
- 2015 DX324
- 2015 DY324
- 2015 DZ324
- 2015 DA325
- 2015 DB325
- 2015 DC325
- 2015 DD325
- 2015 DE325
- 2015 DF325
- 2015 DG325
- 2015 DH325
- 2015 DJ325
- 2015 DL325
- 2015 DM325
- 2015 DN325
- 2015 DO325
- 2015 DP325
- 2015 DR325
- 2015 DS325
- 2015 DT325
- 2015 DU325
- 2015 DV325
- 2015 DW325
- 2015 DX325
- 2015 DY325
- 2015 DZ325
- 2015 DA326
- 2015 DB326
- 2015 DD326
- 2015 DE326
- 2015 DF326
- 2015 DG326
- 2015 DH326
- 2015 DJ326
- 2015 DK326
- 2015 DL326
- 2015 DM326
- 2015 DN326
- 2015 DO326
- 2015 DP326
- 2015 DQ326
- 2015 DR326
- 2015 DS326
- 2015 DT326
- 2015 DU326
- 2015 DV326
- 2015 DW326
- 2015 DX326
- 2015 DY326
- 2015 DZ326
- 2015 DA327
- 2015 DB327
- 2015 DC327
- 2015 DD327
- 2015 DE327
- 2015 DF327
- 2015 DG327
- 2015 DH327
- 2015 DJ327
- 2015 DK327
- 2015 DL327
- 2015 DM327
- 2015 DN327
- 2015 DO327
- 2015 DP327
- 2015 DQ327
- 2015 DR327
- 2015 DS327
- 2015 DT327
- 2015 DU327
- 2015 DV327
- 2015 DW327
- 2015 DX327
- 2015 DY327
- 2015 DA328
- 2015 DB328
- 2015 DC328
- 2015 DD328
- 2015 DE328
- 2015 DF328
- 2015 DG328
- 2015 DH328
- 2015 DJ328
- 2015 DK328
- 2015 DL328
- 2015 DM328
- 2015 DN328
- 2015 DO328
- 2015 DP328
- 2015 DQ328
- 2015 DR328
- 2015 DS328
- 2015 DT328
- 2015 DV328
- 2015 DX328
- 2015 DY328
- 2015 DZ328
- 2015 DA329
- 2015 DB329
- 2015 DC329
- 2015 DD329
- 2015 DE329
- 2015 DF329
- 2015 DG329
- 2015 DH329
- 2015 DJ329
- 2015 DK329
- 2015 DL329
- 2015 DM329
- 2015 DN329
- 2015 DO329
- 2015 DP329
- 2015 DQ329
- 2015 DR329
- 2015 DS329
- 2015 DT329
- 2015 DU329
- 2015 DV329
- 2015 DW329
- 2015 DY329
- 2015 DZ329
- 2015 DA330
- 2015 DB330
- 2015 DC330
- 2015 DD330
- 2015 DE330
- 2015 DF330
- 2015 DG330
- 2015 DH330
- 2015 DJ330
- 2015 DK330
- 2015 DL330
- 2015 DM330
- 2015 DN330
- 2015 DO330
- 2015 DP330
- 2015 DQ330
- 2015 DR330
- 2015 DS330
- 2015 DT330
- 2015 DU330
- 2015 DV330
- 2015 DW330
- 2015 DX330
- 2015 DY330
- 2015 DZ330
- 2015 DA331
- 2015 DC331
- 2015 DD331
- 2015 DE331
- 2015 DF331
- 2015 DG331
- 2015 DH331
- 2015 DJ331
- 2015 DL331
- 2015 DM331
- 2015 DN331
- 2015 DO331
- 2015 DP331
- 2015 DQ331
- 2015 DR331
- 2015 DS331
- 2015 DT331
- 2015 DU331
- 2015 DW331
- 2015 DX331
- 2015 DY331
- 2015 DZ331
- 2015 DC332
- 2015 DD332
- 2015 DE332
- 2015 DF332
- 2015 DG332
- 2015 DJ332
- 2015 DK332
- 2015 DL332
- 2015 DM332
- 2015 DN332
- 2015 DO332
- 2015 DP332
- 2015 DQ332
- 2015 DR332
- 2015 DS332
- 2015 DT332
- 2015 DU332
- 2015 DX332
- 2015 DY332
- 2015 DZ332
- 2015 DC333
- 2015 DD333
- 2015 DE333
- 2015 DF333
- 2015 DG333
- 2015 DJ333
- 2015 DK333
- 2015 DL333
- 2015 DM333
- 2015 DN333
- 2015 DO333
- 2015 DP333
- 2015 DQ333
- 2015 DR333
- 2015 DS333
- 2015 DU333
- 2015 DV333
- 2015 DW333
- 2015 DX333
- 2015 DY333
- 2015 DZ333
- 2015 DA334
- 2015 DB334
- 2015 DC334
- 2015 DD334
- 2015 DE334
- 2015 DF334
- 2015 DG334
- 2015 DH334
- 2015 DJ334
- 2015 DK334
- 2015 DL334
- 2015 DM334
- 2015 DN334
- 2015 DO334
- 2015 DP334
- 2015 DQ334
- 2015 DR334
- 2015 DS334
- 2015 DT334
- 2015 DU334
- 2015 DV334
- 2015 DW334
- 2015 DX334
- 2015 DA335
- 2015 DC335
- 2015 DD335
- 2015 DE335
- 2015 DF335
- 2015 DG335
- 2015 DH335
- 2015 DJ335
- 2015 DK335
- 2015 DL335
- 2015 DM335
- 2015 DN335
- 2015 DO335
- 2015 DP335
- 2015 DQ335
- 2015 DR335
- 2015 DS335
- 2015 DT335
- 2015 DU335
- 2015 DV335
- 2015 DW335
- 2015 DY335
- 2015 DZ335
- 2015 DA336
- 2015 DB336
- 2015 DC336
- 2015 DD336
- 2015 DE336
- 2015 DF336
- 2015 DG336
- 2015 DH336
- 2015 DJ336
- 2015 DK336
- 2015 DL336
- 2015 DM336
- 2015 DN336
- 2015 DP336
- 2015 DQ336
- 2015 DT336
- 2015 DU336
- 2015 DV336
- 2015 DW336
- 2015 DX336
- 2015 DY336
- 2015 DZ336
- 2015 DB337
- 2015 DC337
- 2015 DD337
- 2015 DE337
- 2015 DF337
- 2015 DG337
- 2015 DH337
- 2015 DJ337
- 2015 DK337
- 2015 DM337
- 2015 DN337
- 2015 DO337
- 2015 DP337
- 2015 DQ337
- 2015 DR337
- 2015 DT337
- 2015 DU337
- 2015 DV337
- 2015 DW337
- 2015 DX337
- 2015 DZ337
- 2015 DA338
- 2015 DB338
- 2015 DC338
- 2015 DD338
- 2015 DE338
- 2015 DF338
- 2015 DG338
- 2015 DH338
- 2015 DJ338
- 2015 DK338
- 2015 DL338
- 2015 DM338
- 2015 DO338
- 2015 DQ338
- 2015 DR338
- 2015 DS338
- 2015 DT338
- 2015 DV338
- 2015 DW338
- 2015 DX338
- 2015 DY338
- 2015 DZ338
- 2015 DA339
- 2015 DB339
- 2015 DD339
- 2015 DE339
- 2015 DF339
- 2015 DG339
- 2015 DJ339
- 2015 DK339
- 2015 DL339
- 2015 DM339
- 2015 DN339
- 2015 DO339
- 2015 DQ339
- 2015 DR339
- 2015 DS339
- 2015 DT339
- 2015 DU339
- 2015 DV339
- 2015 DW339
- 2015 DY339
- 2015 DA340
- 2015 DB340
- 2015 DC340
- 2015 DD340
- 2015 DE340
- 2015 DF340
- 2015 DG340
- 2015 DH340
- 2015 DJ340
- 2015 DK340
- 2015 DL340
- 2015 DM340
- 2015 DO340
- 2015 DP340
- 2015 DQ340
- 2015 DR340
- 2015 DS340
- 2015 DU340
- 2015 DV340
- 2015 DW340
- 2015 DX340
- 2015 DY340
- 2015 DZ340
- 2015 DA341
- 2015 DB341
- 2015 DC341
- 2015 DD341
- 2015 DE341
- 2015 DF341
- 2015 DG341
- 2015 DH341
- 2015 DJ341
- 2015 DK341
- 2015 DM341
- 2015 DN341
- 2015 DO341
- 2015 DP341
- 2015 DQ341
- 2015 DR341
- 2015 DS341
- 2015 DU341
- 2015 DW341
- 2015 DX341
- 2015 DY341
- 2015 DZ341
- 2015 DA342
- 2015 DB342
- 2015 DC342
- 2015 DD342
- 2015 DE342
- 2015 DG342
- 2015 DH342
- 2015 DJ342
- 2015 DK342
- 2015 DL342
- 2015 DM342
- 2015 DN342
- 2015 DO342
- 2015 DP342
- 2015 DQ342
- 2015 DR342
- 2015 DS342
- 2015 DT342
- 2015 DU342
- 2015 DV342
- 2015 DW342
- 2015 DX342
- 2015 DY342
- 2015 DZ342
- 2015 DA343
- 2015 DB343
- 2015 DC343
- 2015 DD343
- 2015 DF343
- 2015 DG343
- 2015 DH343
- 2015 DJ343
- 2015 DK343
- 2015 DL343
- 2015 DM343
- 2015 DN343
- 2015 DO343
- 2015 DP343
- 2015 DQ343
- 2015 DR343
- 2015 DS343
- 2015 DU343
- 2015 DV343
- 2015 DW343
- 2015 DX343
- 2015 DY343
- 2015 DZ343
- 2015 DA344
- 2015 DB344
- 2015 DC344
- 2015 DD344
- 2015 DE344
- 2015 DF344
- 2015 DG344
- 2015 DH344
- 2015 DJ344
- 2015 DK344
- 2015 DL344
- 2015 DM344
- 2015 DN344
- 2015 DP344
- 2015 DR344
- 2015 DS344
- 2015 DU344
- 2015 DV344
- 2015 DW344
- 2015 DX344
- 2015 DY344
- 2015 DZ344
- 2015 DA345
- 2015 DB345
- 2015 DC345
- 2015 DE345
- 2015 DF345
- 2015 DG345
- 2015 DH345
- 2015 DK345
- 2015 DL345
- 2015 DM345
- 2015 DN345
- 2015 DO345
- 2015 DP345
- 2015 DQ345
- 2015 DR345
- 2015 DS345
- 2015 DT345
- 2015 DU345
- 2015 DV345
- 2015 DW345
- 2015 DX345
- 2015 DY345
- 2015 DZ345
- 2015 DB346
- 2015 DC346
- 2015 DD346
- 2015 DE346
- 2015 DG346
- 2015 DH346
- 2015 DK346
- 2015 DL346
- 2015 DM346
- 2015 DN346
- 2015 DO346
- 2015 DP346
- 2015 DQ346
- 2015 DR346
- 2015 DS346
- 2015 DT346
- 2015 DU346
- 2015 DV346
- 2015 DW346
- 2015 DX346
- 2015 DY346
- 2015 DZ346
- 2015 DA347
- 2015 DB347
- 2015 DC347
- 2015 DD347
- 2015 DE347
- 2015 DF347
- 2015 DG347
- 2015 DH347
- 2015 DJ347
- 2015 DK347
- 2015 DM347
- 2015 DN347
- 2015 DO347
- 2015 DP347
- 2015 DQ347
- 2015 DS347
- 2015 DT347
- 2015 DU347
- 2015 DV347
- 2015 DX347
- 2015 DY347
- 2015 DZ347
- 2015 DC348
- 2015 DD348
- 2015 DE348
- 2015 DF348
- 2015 DG348
- 2015 DH348
- 2015 DJ348
- 2015 DK348
- 2015 DM348
- 2015 DN348
- 2015 DO348
- 2015 DP348
- 2015 DQ348
- 2015 DR348
- 2015 DS348
- 2015 DT348
- 2015 DU348
- 2015 DV348
- 2015 DW348
- 2015 DX348
- 2015 DY348
- 2015 DZ348
- 2015 DA349
- 2015 DB349
- 2015 DC349
- 2015 DD349
- 2015 DE349
- 2015 DF349
- 2015 DG349
- 2015 DH349
- 2015 DJ349
- 2015 DK349
- 2015 DL349
- 2015 DM349
- 2015 DN349
- 2015 DO349
- 2015 DP349
- 2015 DQ349
- 2015 DR349
- 2015 DS349
- 2015 DT349
- 2015 DU349
- 2015 DV349
- 2015 DW349
- 2015 DX349
- 2015 DZ349
- 2015 DA350
- 2015 DB350
- 2015 DC350
- 2015 DD350
- 2015 DE350
- 2015 DF350
- 2015 DG350
- 2015 DH350
- 2015 DJ350
- 2015 DK350
- 2015 DL350
- 2015 DM350
- 2015 DN350
- 2015 DO350
- 2015 DP350
- 2015 DQ350
- 2015 DR350
- 2015 DS350
- 2015 DT350
- 2015 DU350
- 2015 DV350
- 2015 DW350
- 2015 DX350
- 2015 DY350
- 2015 DZ350
- 2015 DA351
- 2015 DB351
- 2015 DC351
- 2015 DD351
- 2015 DE351
- 2015 DF351
- 2015 DG351
- 2015 DH351
- 2015 DJ351
- 2015 DK351
- 2015 DL351
- 2015 DM351
- 2015 DN351
- 2015 DP351
- 2015 DQ351
- 2015 DR351
- 2015 DS351
- 2015 DT351
- 2015 DU351
- 2015 DV351
- 2015 DW351
- 2015 DX351
- 2015 DY351
- 2015 DZ351
- 2015 DA352
- 2015 DB352
- 2015 DC352
- 2015 DD352
- 2015 DG352
- 2015 DH352
- 2015 DJ352
- 2015 DK352
- 2015 DL352
- 2015 DM352
- 2015 DN352
- 2015 DO352
- 2015 DP352
- 2015 DR352
- 2015 DS352
- 2015 DU352
- 2015 DV352
- 2015 DW352
- 2015 DX352
- 2015 DY352
- 2015 DZ352
- 2015 DA353
- 2015 DB353
- 2015 DC353
- 2015 DD353
- 2015 DE353
- 2015 DF353
- 2015 DG353
- 2015 DH353
- 2015 DJ353
- 2015 DK353
- 2015 DL353
- 2015 DM353
- 2015 DN353
- 2015 DO353
- 2015 DP353
- 2015 DQ353
- 2015 DR353
- 2015 DS353
- 2015 DT353
- 2015 DU353
- 2015 DV353
- 2015 DW353
- 2015 DX353
- 2015 DY353
- 2015 DZ353
- 2015 DA354
- 2015 DB354
- 2015 DC354
- 2015 DD354
- 2015 DE354
- 2015 DF354
- 2015 DG354
- 2015 DH354
- 2015 DJ354
- 2015 DK354
- 2015 DL354
- 2015 DM354
- 2015 DO354
- 2015 DP354
- 2015 DQ354
- 2015 DR354
- 2015 DS354
- 2015 DT354
- 2015 DU354
- 2015 DV354
- 2015 DW354
- 2015 DY354
- 2015 DZ354
- 2015 DB355
- 2015 DC355
- 2015 DD355
- 2015 DE355
- 2015 DF355
- 2015 DG355
- 2015 DH355
- 2015 DJ355
- 2015 DK355
- 2015 DL355
- 2015 DM355
- 2015 DN355
- 2015 DO355
- 2015 DP355
- 2015 DQ355
- 2015 DR355
- 2015 DS355
- 2015 DT355
- 2015 DU355
- 2015 DV355
- 2015 DW355
- 2015 DX355
- 2015 DY355
- 2015 DZ355
- 2015 DA356
- 2015 DB356
- 2015 DC356
- 2015 DD356
- 2015 DE356
- 2015 DG356
- 2015 DH356
- 2015 DJ356
- 2015 DK356
- 2015 DM356
- 2015 DN356
- 2015 DO356
- 2015 DP356
- 2015 DQ356
- 2015 DR356
- 2015 DS356
- 2015 DT356
- 2015 DU356
- 2015 DV356
- 2015 DW356
- 2015 DX356
- 2015 DZ356
- 2015 DA357
- 2015 DB357
- 2015 DC357
- 2015 DD357
- 2015 DE357
- 2015 DF357
- 2015 DG357
- 2015 DH357
- 2015 DJ357
- 2015 DK357
- 2015 DM357
- 2015 DN357
- 2015 DO357
- 2015 DP357
- 2015 DQ357
- 2015 DR357
- 2015 DS357
- 2015 DT357
- 2015 DU357
- 2015 DV357
- 2015 DW357
- 2015 DY357
- 2015 DZ357
- 2015 DA358
- 2015 DB358
- 2015 DC358
- 2015 DD358
- 2015 DE358
- 2015 DF358
- 2015 DG358
- 2015 DH358
- 2015 DK358
- 2015 DL358
- 2015 DM358
- 2015 DN358
- 2015 DO358
- 2015 DP358
- 2015 DQ358
- 2015 DR358
- 2015 DS358
- 2015 DT358
- 2015 DU358
- 2015 DV358
- 2015 DW358
- 2015 DX358
- 2015 DY358
- 2015 DZ358
- 2015 DA359
- 2015 DB359
- 2015 DC359
- 2015 DD359
- 2015 DE359
- 2015 DF359
- 2015 DG359
- 2015 DH359
- 2015 DJ359
- 2015 DK359
- 2015 DL359
- 2015 DM359
- 2015 DN359
- 2015 DO359
- 2015 DP359
- 2015 DQ359
- 2015 DR359
- 2015 DS359
- 2015 DT359
- 2015 DU359
- 2015 DV359
- 2015 DW359
- 2015 DX359
- 2015 DY359
- 2015 DZ359
- 2015 DA360
- 2015 DB360
- 2015 DC360
- 2015 DD360
- 2015 DE360
- 2015 DF360
- 2015 DG360
- 2015 DH360
- 2015 DJ360
- 2015 DK360
- 2015 DL360
- 2015 DM360
- 2015 DN360
- 2015 DO360
- 2015 DP360
- 2015 DQ360
- 2015 DR360
- 2015 DS360
- 2015 DT360
- 2015 DU360
- 2015 DV360
- 2015 DW360
- 2015 DX360
- 2015 DY360
- 2015 DZ360
- 2015 DA361
- 2015 DB361
- 2015 DC361
- 2015 DD361
- 2015 DF361
- 2015 DG361
- 2015 DH361
- 2015 DJ361
- 2015 DK361
- 2015 DL361
- 2015 DM361
- 2015 DN361
- 2015 DO361
- 2015 DP361
- 2015 DQ361
- 2015 DR361
- 2015 DS361
- 2015 DT361
- 2015 DU361
- 2015 DV361
- 2015 DW361
- 2015 DX361
- 2015 DY361
- 2015 DZ361
- 2015 DA362
- 2015 DB362
- 2015 DC362
- 2015 DD362
- 2015 DE362
- 2015 DF362
- 2015 DG362
- 2015 DH362
- 2015 DJ362
- 2015 DK362
- 2015 DL362
- 2015 DM362
- 2015 DN362
- 2015 DO362
- 2015 DP362
- 2015 DQ362
- 2015 DR362
- 2015 DS362
- 2015 DT362
- 2015 DU362
- 2015 DV362
- 2015 DW362
- 2015 DX362
- 2015 DY362
- 2015 DA363
- 2015 DB363
- 2015 DD363
- 2015 DE363
- 2015 DF363
- 2015 DG363
- 2015 DH363
- 2015 DJ363
- 2015 DL363
- 2015 DM363
- 2015 DN363
- 2015 DO363
- 2015 DP363
- 2015 DR363
- 2015 DS363
- 2015 DT363
- 2015 DU363
- 2015 DV363
- 2015 DW363
- 2015 DX363
- 2015 DY363
- 2015 DA364
- 2015 DB364
- 2015 DC364
- 2015 DD364
- 2015 DE364
- 2015 DF364
- 2015 DH364
- 2015 DJ364
- 2015 DL364
- 2015 DM364
- 2015 DN364
- 2015 DO364
- 2015 DP364
- 2015 DQ364
- 2015 DS364
- 2015 DT364
- 2015 DU364
- 2015 DV364
- 2015 DW364
- 2015 DX364
- 2015 DY364
- 2015 DZ364
- 2015 DA365
- 2015 DB365
- 2015 DC365
- 2015 DD365
- 2015 DE365
- 2015 DF365
- 2015 DG365
- 2015 DH365
- 2015 DJ365
- 2015 DK365
- 2015 DL365
- 2015 DM365
- 2015 DN365
- 2015 DO365
- 2015 DP365
- 2015 DQ365
- 2015 DR365
- 2015 DS365
- 2015 DT365
- 2015 DU365
- 2015 DV365
- 2015 DW365
- 2015 DX365
- 2015 DY365
- 2015 DZ365
- 2015 DA366
- 2015 DB366
- 2015 DC366
- 2015 DD366
- 2015 DE366
- 2015 DF366
- 2015 DG366
- 2015 DH366
- 2015 DJ366
- 2015 DK366
- 2015 DL366
- 2015 DM366
- 2015 DN366
- 2015 DO366
- 2015 DP366
- 2015 DQ366
- 2015 DR366
- 2015 DS366
- 2015 DT366
- 2015 DU366
- 2015 DV366
- 2015 DW366
- 2015 DX366
- 2015 DY366
- 2015 DZ366
- 2015 DA367
- 2015 DB367
- 2015 DC367
- 2015 DD367
- 2015 DE367
- 2015 DF367
- 2015 DG367
- 2015 DH367
- 2015 DJ367
- 2015 DK367
- 2015 DL367
- 2015 DM367
- 2015 DN367
- 2015 DO367
- 2015 DP367
- 2015 DQ367
- 2015 DR367
- 2015 DS367